# Tricontinentalidad de Chile

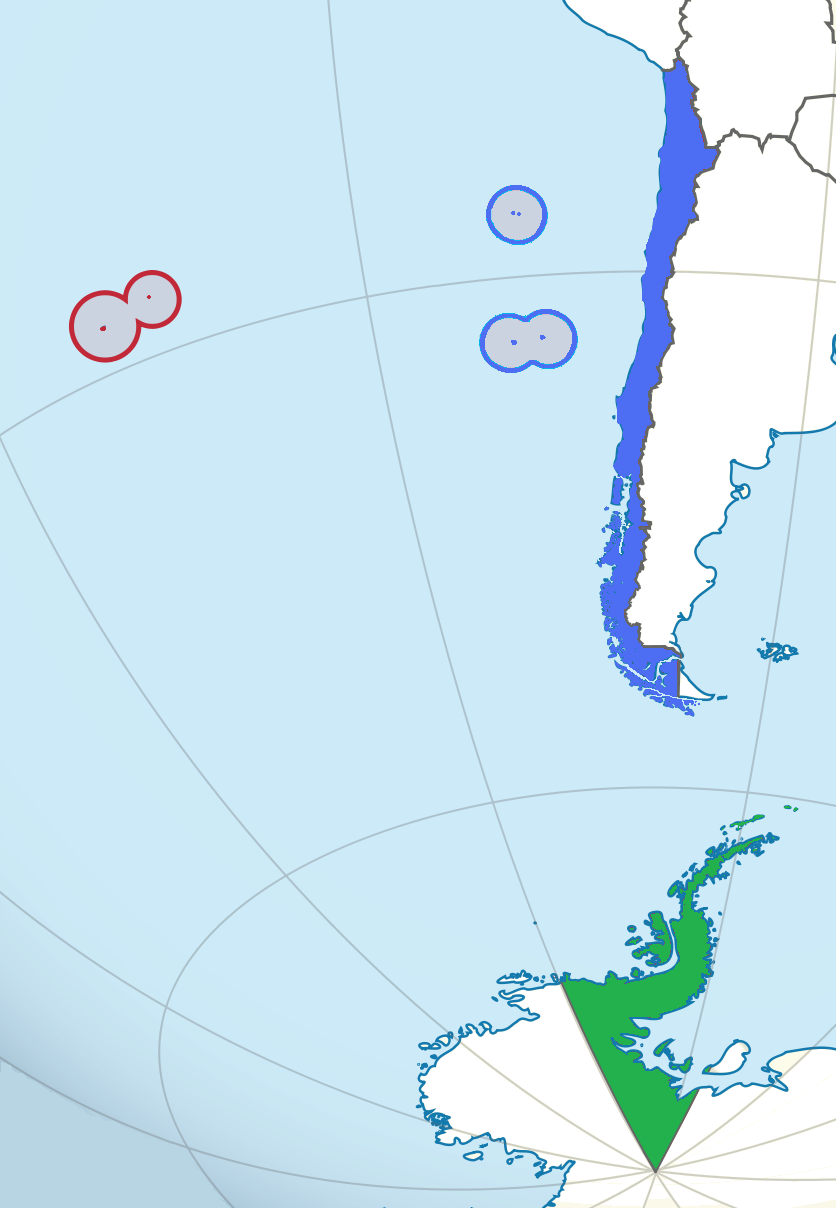
Mapa de Chile tricontinental.
En azul: territorio de Chile en América.
En rojo: territorio de Chile en Oceanía.
En verde: territorio reclamado por Chile en la Antártica.

La tricontinentalidad de Chile es un concepto geopolítico construido sobre la base de la soberanía ejercida por este país en territorios en América y Oceanía, además de su reclamación en el continente antártico.
A diferencia de países cuyos territorios se ubican exclusivamente en América, Chile se autodefine como un país tricontinental, constituyendo su territorio americano una de sus tres zonas geográficas (Chile continental). El concepto es parte del currículum educacional; asimismo la tricontinentalidad afecta la forma en la cual el país plantea sus relaciones internacionales.

## Consideraciones geográficas
Chile se describe como constituido por tres zonas geográficas, localizadas en América, Oceanía y la Antártica. Estas zonas son: 

### Chile continental
El llamado Chile continental, donde habita casi la totalidad de la población, comprende una franja de tierra en la costa occidental del Cono Sur. Posee una superficie de 755 776,4 km² y se extiende a lo largo de 4270 km, mayormente desde la ribera sudoriental del océano Pacífico hasta la cordillera de los Andes, entre los paralelos 17°29′57″S y 56°32′ S.  Alcanza un ancho máximo de 445 km en los 52°21′ S, a la altura del estrecho de Magallanes, y un ancho mínimo de 90 km en los 31°37′ S, entre Punta Amolanas y Paso de la Casa de Piedra. Limita al norte con Perú, al este con Bolivia y Argentina, totalizando 6339 km de fronteras terrestres, y al sur con el paso Drake.

### Chile Insular
El denominado Chile insular, cuya superficie es de 320 km², corresponde a un conjunto disperso de pequeñas islas de origen volcánico ubicadas en el océano Pacífico Sur, lejos de la costa continental:
- El archipiélago de Juan Fernández y las islas Desventuradas (San Félix y San Ambrosio), pertenecientes a América.
- La isla Salas y Gómez y la isla de Pascua (cuyo nombre indígena es Rapa Nui), geográficamente ubicadas en la Polinesia, forman parte de Oceanía. La isla de Pascua, o Rapa Nui, es el territorio más occidental del país, está situada en los 27°7′10″ S y los 109°21'17"W.

### Territorio Chileno Antártico
El Territorio Chileno Antártico es una zona de la Antártida —situada entre los meridianos 53°W y 90°W y entre los paralelos 60° y 90°S y una superficie de 1 250 257,6 km²— sobre la cual Chile reclama soberanía, quedando parcialmente superpuesto a las reclamaciones argentina y británica. Chile, al ser firmante del Tratado Antártico, ha aceptado la suspensión de los reclamos de soberanía, sin renunciar a ellos, y el establecimiento de una zona de conservación para el desarrollo científico (ver Bases antárticas de Chile).

## Chile en el Pacífico

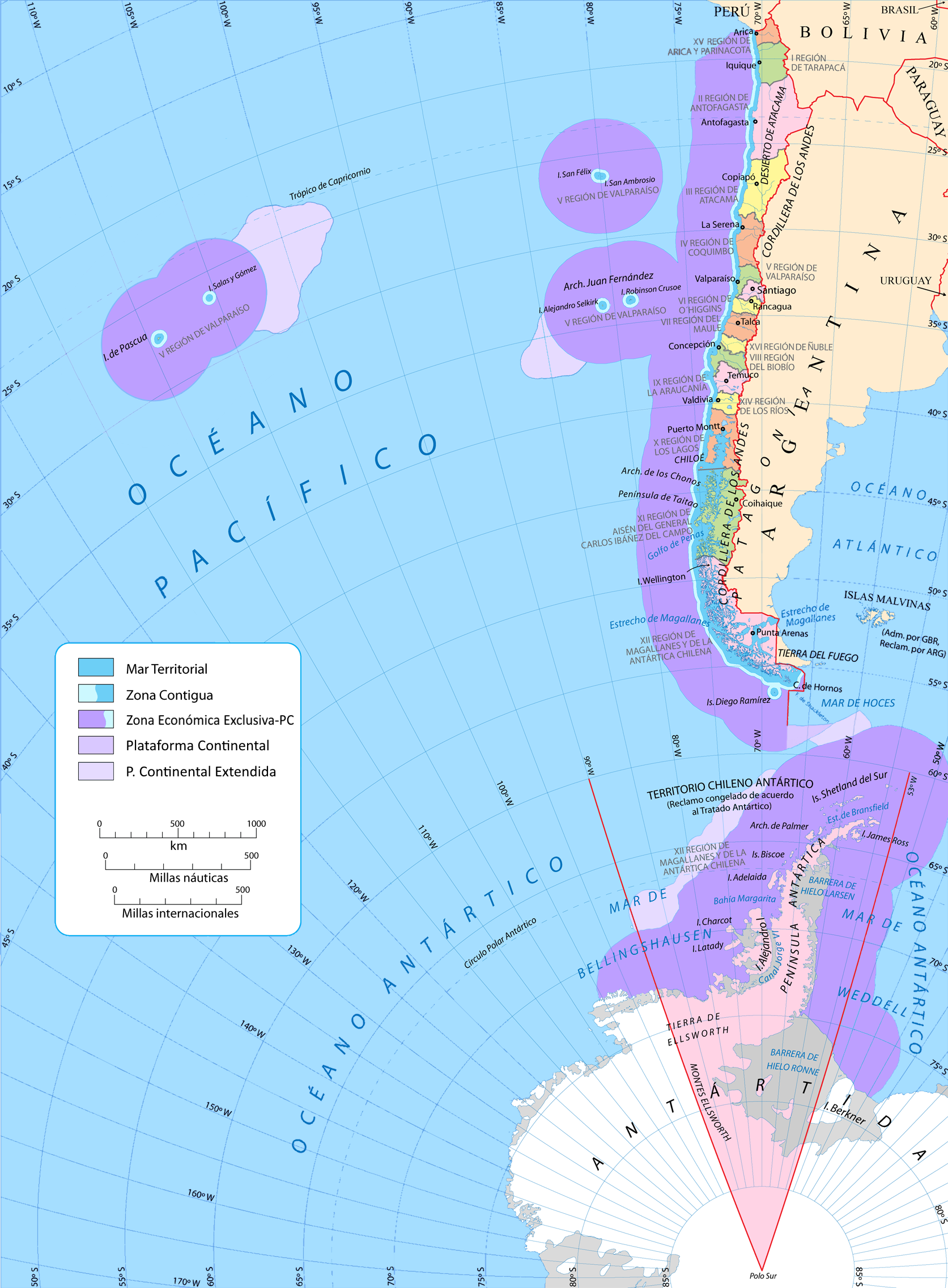
Tricontinentalidad de Chile, mar territorial, zona económica exclusiva, mar presencial, plataforma continental y el exterior de esta (ver plataforma continental de Chile).

La definición de Chile como país tricontinental implica necesariamente una focalización de su política exterior sobre el océano Pacífico. En virtud de lo anterior, el gobierno de Chile ha desarrollado el concepto del mar presencial, el cual consiste en fomentar y profundizar su influencia en el sector del océano Pacífico, en el cual se concentran sus territorios y reclamaciones. La ley N° 19080, publicada en septiembre de 1991, define el mar presencial de Chile como «aquella parte de la alta mar, existente para la comunidad internacional entre el límite de nuestra zona económica exclusiva continental y el meridiano que, pasando por el borde occidental de la plataforma continental de la Isla de Pascua, se prolonga desde el paralelo del hito N° 1 de la línea fronteriza internacional que separa Chile y Perú, hasta el Polo Sur». La política exterior del estado chileno considera tanto la suscripción de acuerdos internacionales como acciones unilaterales con la finalidades de ejercer un rol garante de las actividades realizadas en este espacio, tales como la pesca, investigaciones científicas y tráfico marítimo. Además Chile reclama las plataformas continentales en sus territorios de los tres continentes y el exterior de estas.
De igual manera, Chile orienta gran parte de su actividad comercial sobre el océano Pacífico, habiendo suscrito acuerdo comerciales como el Acuerdo Estratégico Transpacífico de Asociación Económica, la Alianza del Pacífico o el Acuerdo Amplio y Progresista de Asociación Transpacífico. En repetidas oportunidades, la política exterior chilena ha privilegiado acuerdos orientados al océano Pacífico por sobre acuerdos orientados en Sudamérica.
Desde 2018, a través de Isla de Pascua, el estado chileno es parte del Grupo de Líderes de la Polinesia, entidad de cooperación gubernamental internacional que representa los intereses de distintos países y territorios en la Polinesia. Si bien, tanto la formación del grupo como la adhesión del estado chileno son recientes, la cooperaciones entre los estados es de larga data, destacándose la oposición a los ensayos nucleares franceses en Mururoa, que llevó a una política de boicot liderado por Nueva Zelanda y Chile.

## Reclamaciones antárticas

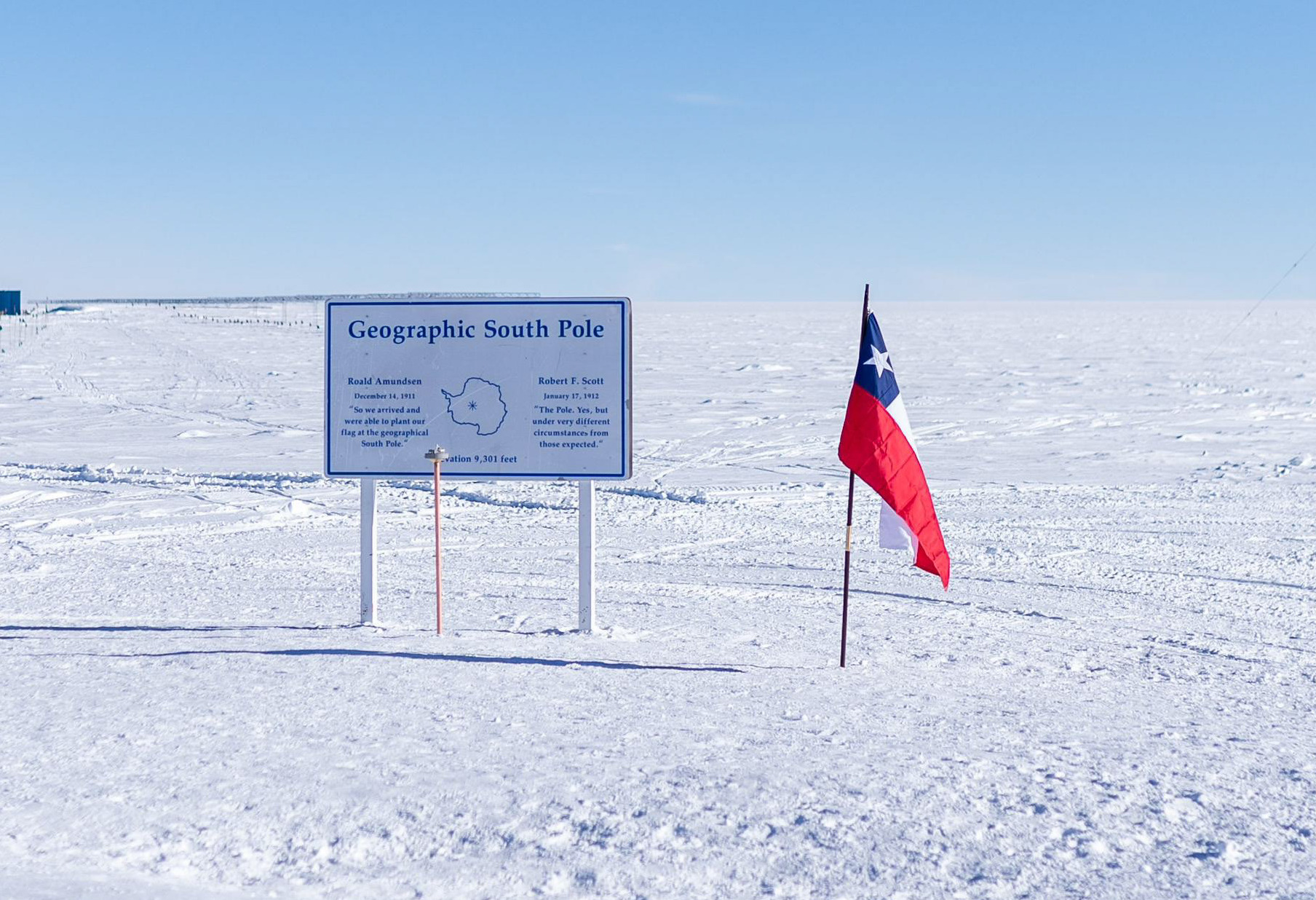
Frontera Sur del Chile Tricontinental, el polo sur con una bandera nacional.

La reclamación de Chile sobre el continente antártico, constituye un eje fundamental del concepto de tricontinentalidad. En consecuencia de lo anterior y sin desmedro de que la firma Tratado Antártico implica la suspensión (mas no la renuncia) de las reclamaciones de soberanía en el continente, el gobierno de Chile han mantenido un rol activo en la exploración y ocupación del continente, lo que se traduce en una importante presencia en el mismo. De esta forma, el estado chileno ha fundado uno de los dos únicos y el más populoso de los asentamientos civiles en el continente, Villa Las Estrellas, siendo el otro Base Esperanza de la República Argentina. Este asentamiento civil se encuentra completamente integrado dentro de la organización territorial del estado de Chile, contando con establecimientos de educación y salud pública, además de estaciones de radio y televisión, entre otros. Similarmente, la diplomacia chilena activamente refrenda la validez y vigencia de la reclamación como parte parte de su política tricontinental, lo que en repetidas oportunidades ha llevado a conflictos diplomáticos con países con reclamaciones superpuestas.